# Taiyou no Naka no Seikatsu
 (novembre 2024).
Si vous disposez d'ouvrages ou d'articles de référence ou si vous connaissez des sites web de qualité traitant du thème abordé ici, merci de compléter l'article en donnant les références utiles à sa vérifiabilité et en les liant à la section « Notes et références ».
Albums de The Back Horn
Ubugoe Chainsaw The Back Horn
Taiyou no Naka no Seikatsu (太陽の中の生活) est le cinquième album sous label major du groupe de rock Japonais The Back Horn.
Cet album est sorti le 19 avril 2006.

## Titres de l'album
1. Chaos Diver (カオスダイバー) – 4:50
2. Apoptosis (アポトーシス) – 4:51
3. Shoumei (証明) – 4:38
4. White Noise (ホワイトノイズ) – 5:08
5. Sekai no Hate de (世界の果てで) – 4:38
6. Tenki Yohou (天気予報) – 3:11
7. Fighting Man Blues (ファイティングマンブルース) – 4:15
8. Black Hole Birthday (ブラックホールバースデイ＜Album Version＞) – 5:35
9. Ukiyo no Nami (浮世の波) –  – 4:25
10. Yurikago (ゆりかご) – 5:19
11. Hajimete no Kokyuu de (初めての呼吸で＜Album Mix Version＞) – 5:15